# 原田郁子
原田 郁子（はらだ いくこ、1975年10月20日 - ）は、日本のミュージシャン。福岡県福岡市出身。バンド・クラムボンの歌と鍵盤を担当。クラムボンの他にも、さまざまなミュージシャンと共演、共作、ソロ活動も精力的に行っている。フォトグラファーの原田奈々は妹。

## 概要[1]
幼少のころ、友達の影響でエレクトーンを習おうとしたが、エレクトーンを買ってもらえず、祖父の家にあったピアノを譲り受けてクラシックピアノを習い始めた。
高校時代、NUMBER GIRLのギタリスト、現toddleの田渕ひさ子と同級生であった。
フェイバリットミュージシャンは、矢野顕子、フィッシュマンズ、セロニアス・モンク、ドクター・ジョン、ザ・バンド、リッキー・リー・ジョーンズなど。
1995年　同じ専門学校に通っていた、ミト、伊藤大助と出会う。
1996年　クラムボンとして、オリジナル曲を作り始め、クラブ、ラウンジにて活動を始める。
2004年　ソロ活動をスタート。
- ソロデビューシングル『たのしそう かなしそう』リリース。
- アルバム『ピアノ』をリリースし、福岡ブルーノート・九段会館にてソロライブを行う。

2005年
- ソロツアー『生ピアノ☆生バンドツアー　たのしそう！うれしそう！』4箇所5公演(名古屋・大阪・福岡・東京2DAYS）を行う。
- 10月の朝霧JAMにてオオヤユウスケ、原田郁子、永積タカシの新バンド"ohana"がデビュー。
- 原田郁子、高野寛、tatsu、坂田学の4人からなる新バンド"4B"（よんびー）のツアー「B+B+B+B=4B very first tour」（東京・大阪・福岡 3箇所3公演）を行う。

2006年
- "ohana"としてZeppツアー『魅惑のエメラルドツアー』（東京・大阪2days・名古屋・福岡・東京　4箇所6公演）を行う。

2008年
- アルバム『気配と余韻』・『ケモノと魔法』・『銀河』をリリース。

現在までにの4枚のソロアルバムを発表。
2010年5月、妹の原田奈々と吉祥寺のイベントスペース＆カフェ『キチム』の立ち上げに携わる。
2013年と2015年に、劇団『マームとジプシー』の舞台「cocoon」の音楽を担当。

2018年・2019年には、同劇団の舞台「めにみえない みみにしたい」の音楽を担当。
2019年
- 角銅真奈美とのユニット「くくく」として、細野晴臣デビュー50周年記念展『細野観光』でトーク＆ライブを行う。

2020年
- 劇団『マームとジプシー』の舞台「かがみ まど とびら」の音楽を担当。
- 映画『青い、森』の主題歌を書き下ろし。

2021年
- 映画『映画：フィッシュマンズ』に本人役で出演 ※ドキュメンタリー映画

その他、様々なアーティストの作品へのゲスト参加や、CM音楽の歌唱、ナレーションも多数ある。

## ディスコグラフィ[4]

### アルバム
|     | 発売日        | タイトル     | 規格品番                                                   | 収録曲 |
| --- | ------------- | ------------ | ---------------------------------------------------------- | --- |
| 1st | 2004年9月15日 | ピアノ       | COCP-50811                                                 | 1. たのしそう かなしそう[4:41] 作詞：原田郁子／作曲・編曲：原田郁子・オオヤユウスケ 2. 緑道[3:05] 作詞：原田郁子／作曲：オオヤユウスケ／編曲：原田郁子・オオヤユウスケ 3. かじき釣り[6:56] 作詞：いしいしんじ／作曲・編曲：原田郁子・オオヤユウスケ 4. 教会[1:52] 作詞・作曲・編曲：原田郁子 5. なみだ と ほほえむ[6:19] 作詞：原田郁子／作曲：オオヤユウスケ／編曲：原田郁子・オオヤユウスケ 6. 流れ星[6:07] 作詞・作曲・編曲：原田郁子 7. ワルツ[5:29] 作曲・編曲：原田郁子 8. 海からの風[6:43] 作詞：いしいしんじ／作曲：オオヤユウスケ／編曲：原田郁子オオヤユウスケ 9. 鳥の羽 鳥の影[3:23] 作詞：原田郁子／作曲：伊藤ゴロー／編曲：原田郁子・オオヤユウスケ 10. トゥインクル[4:28] 作詞：原田郁子／作曲：永積タカシ／編曲：原田郁子・オオヤユウスケ |
| 2nd | 2008年6月4日  | ケモノと魔法 | COCP-34976: 初回生産限定(ブックCD仕様) COCP-34977: 通常盤  | 1. 青い闇をまっさかさまにおちてゆく流れ星を知っている[9:27] 作詞：原田郁子／作曲：オオヤユウスケ 2. こだま[6:26] 作詞・作曲：原田郁子 3. サヨナラ オハヨウ[4:00] 作詞：高野寛・原田郁子・永積タカシ／作曲：高野寛 4. あいのこども[8:19] 作詞：原田郁子／作曲：永積タカシ 5. 感嘆符と溜め息(instrumental)[2:01] 作曲:亀井奈緒子・原田郁子 6. クイカイマニマニ[1:49] 作詞・作曲：不詳 7. やわらかくて きもちいい風(弾き語り)[4:29] 作詞：原田郁子／作曲：永積タカシ 8. ケモノと魔法[5:59] 作詞：原田郁子・オオヤユウスケ／作曲：オオヤユウスケ 9. ユニコーン[4:51] 作詞：友部正人／作曲：原田郁子 10. もうすぐ夜があける[4:01] 作詞・作曲：原田郁子 |
| 3rd | 2008年11月5日 | 銀河         | COCP-35210: 初回生産限定(ブックCD仕様)] COCP-35211: 通常盤 | 1. 銀河[13:45] 作詞：原田郁子／作曲：忌野清志郎 2. 満ち欠けて なお 響く もの (instrumental)[1:49] 作曲：原田郁子 3. 波間にて[4:32] 作詞：原田郁子／おおはた雄一 4. ある かたち[5:17] 作詞：原田郁子／辻村豪文 5. charm point[5:53] 作詞：原田郁子・伊藤大助／作曲：ミト 6. 遥か より 彼方 へ[6:47] 作詞：原田郁子／作曲：ミト 7. 青い闇をまっさかさまにおちてゆく流れ星を知っている (blue darkness)[7:05] 作詞：原田郁子／作曲：オオヤユウスケ 8. ミソラ[1:37] 作詞・作曲：原田郁子 9. 約束の花[6:03] 作詞：原田郁子／辻村豪文 |
| 4th | 2023年6月21日 | いま         | UCCJ-9242: 初回限定 UCCJ-2224: 通常盤                      | 1. 青い、森、、 作詞・作曲:原田郁子 2. up-light piano 作詞・作曲:原田郁子 3. ミニミニコンサート コンドルは飛んでいく 4. オ・ノ・マ・ト・ペ 作詞・作曲:原田郁子 5. むりかぶし 作詞・作曲:原田郁子 6. とぅ まぁ でぃ ～ 合唱 ～ 作詞・作曲:原田郁子 7. my room 作曲:原田郁子 8. いまここ 作詞:谷川俊太郎、作曲:原田郁子 |

### シングル
|     | 発売日        | タイトル              | 規格品番                                      | 収録曲 |
| --- | ------------- | --------------------- | --------------------------------------------- | --- |
| 1st | 2004年8月25日 | たのしそう かなしそう | COCA-50789                                    | 1. たのしそう かなしそう[4:44] 作詞：原田郁子／作曲・編曲：原田郁子・オオヤユウスケ スペースシャワーTV2004年8月度POWER PUSH 2. スティリアの女／アヴェ・マリア[2:58] 作曲・編曲：ブルグミュラー 3. 風色夏恋 (弾き語り)[4:43] 作詞・作曲・編曲：原田郁子 4. (エンハンスド)たのしそう かなしそう (弾き語り) |
| 2nd | 2008年3月5日  | 気配と余韻            | COCA-16075: 初回生産限定盤 COCA-16072: 通常盤 | 1. やわらかくて きもちいい風[4:48] 作詞：原田郁子／作曲：原田郁子・永積タカシ／編曲：原田郁子 映画『百万円と苦虫女』主題歌 2. ぴあの[10:57] 作詞：谷川俊太郎／作曲・編曲：原田郁子 3. 気配と余韻 (instrumental)[2:58] 作曲：原田郁子／作曲：オオヤユウスケ／編曲：原田郁子 4. あいのこども (demo)[5:46] 作詞：原田郁子／作曲：永積タカシ／編曲：原田郁子 5. Drifter[8:08] 作詞・作曲：堀込高樹／編曲：原田郁子 6. おやすみ[5:56] 作詞・作曲：井上陽水／編曲：原田郁子 |

### 配信リリース
| 発売日         | タイトル                                         |
| -------------- | ------------------------------------------------ |
| 2010年4月23日  | ふうふ誕生のうた ※リクルート「ゼクシィ」CMソング |
| 2021年10月14日 | 傘の向こう ※原田郁子×寺尾紗穂                    |
| 2022年8月31日  | オ・ノ・マ・ト・ぺ                               |

### DVD
|     | 発売日         | タイトル                                                                            | 規格品番  |
| --- | -------------- | ----------------------------------------------------------------------------------- | --------- |
| 1st | 2008年12月10日 | ケモノと魔法がとびかうツアー 管と弦とバンド!-2008.6.25 東京 Bunkamura ORCHARD HALL- | COBA-4781 |

## 参加作品

### 楽曲参加・歌詞提供
| 発売日         | タイトル | 規格品番                    | 収録曲 |
| -------------- | --- | --------------------------- | --- |
| 1997年1月18日  | ピラニアンズ 『富士山リバーブ』                                                                                     | PCCA-01074                  | 12. マルチニーク（ピアニカセクション"ホンコンズ"のメンバーとして） |
| 1997年11月1日  | LaB LIFe 『食卓の花』                                                                                               | RMPI-1008                   | 3. さかなになりたい（コーラス） |
| 1998年7月8日   | 高中正義 『Bahama』                                                                                                 | TOCT-10324                  | 3. Sunshine in Blue（ボイス） 6. ふうりん（作詞・ボーカル） |
| 1998年10月1日  | LaB LIFe 『PLANET HEADPHONE』                                                                                       | ESCB-1910                   | 1. OPENING AIR（ピアノ・コーラス） 10. Piano（ピアノ・コーラス） |
| 1999年5月19日  | 高野寛 『tide』 | AGCA-10015                  | 4. オレンジ・ジュース・ブルース（コーラス） |
| 1999年7月23日  | LaB LIFe 『WORLD'S END』                                                                                            | ESCB-2009                   | 3. ふたりのMelody（コーラス） |
| 2000年6月21日  | TOWA TEI 『火星』                                                                                                   | AMCT-4480                   | 1. Mars（ボーカル・共作で作詞） |
| 2001年9月27日  | Amon 『ワラッテ』                                                                                                   | ARCJ-189                    | 1. ワラッテ（ボーカル） |
| 2001年11月21日 | Fleming Pie 『joints』                                                                                              | TOCT-22189                  | 3. FEEL LOVE（ピアノ） |
| 2002年2月14日  | NORTHERN BRIGHT AND THEIR FRIENDS 『COME ON, NOW！』                                                                | DFCL-1061                   | 1. COME ON, NOW！（コーラス・PV出演） |
| 2002年9月4日   | ASA-CHANG&巡礼 『つぎねぷ』                                                                                         | IDCH-1006                   | 3. 12節（ボイス） 5. つぎねぷと言ってみた（ボイス） |
| 2002年9月19日  | HUSKING BEE 『the steady-state theory』                                                                             | TFCC-86114                  | 11. 一道のイデア（コーラス） 13. 新利の風～ニュー・サラウンド～（ミトとピアノ連弾＆サラウンド歌唱） |
| 2002年10月2日  | ハナレグミ 『家族の風景』                                                                                           | GSCA-5003                   | （鍵盤＆コーラス） |
| 2002年10月23日 | DATASPEAKER 『I Need Two Side Heat』                                                                                | FLCF-3928                   | 5. Moon Pride（ボーカル・PV出演） |
| 2002年11月20日 | HUSKING BEE 『Day of the Sun/青い点滅』                                                                             | TFCC-89053                  | 1. Day of the Sun（コーラス） |
| 2002年11月27日 | ハナレグミ 『音タイム』                                                                                             | TOCT-24911                  | 全曲（鍵盤＆コーラス） |
| 2003年3月12日  | the rolling stonesトリビュートアルバム 『IT'S ONLY ROCKN'ROLL（BUT WE LIKE IT）』                                   | BFCA-84003                  | 5. 19TH NERVOUS BREAKDOWN rIM + KATSUHIKO SAKAMOTO(NOISE ON TRASH) + IKUKO HARADA（ピアノ＆コーラス） |
| 2003年4月16日  | KENJI JAMMER 『HULA-HULA DANCE 2 Tokyo Modern Hawaiian』                                                            | ウーツーレコーズ            | 2. Lazy Sunday Dreamer (TOWA TEI REMIX)（ローズピアノ＆コーラス） |
| 2003年6月4日   | Polaris 『深呼吸』                                                                                                  | MTCA-9003                   | 1. 深呼吸（ピアノ＆コーラス） |
| 2003年7月16日  | 台湾映画「藍色夏恋」をイメージしたサントラ盤 『藍色夏恋 -the album-』                                               | RCCX-1007                   | 1. 風色夏恋（映画への書き下ろし） |
| 2003年8月20日  | CORNER 『走るナマケモノ』                                                                                           | PDCC-3001                   | 2. 霧の浮舟（コーラス） |
| 2003年11月6日  | Polaris 『Family』                                                                                                  | MTCA-9004                   | 2. 深呼吸（鍵盤＆コーラス） 3. 流星（鍵盤＆コーラス） |
| 2004年1月21日  | ハナレグミ 『日々のあわ』                                                                                           | TOCT-25272                  | 6. 嘆キッス（鍵盤＆コーラス） 9. 心空（鍵盤＆コーラス） |
| 2004年2月4日   | Kicca 『トーキョーストロー2』                                                                                       | GSCA−6004                   | 3. シロップ（ピアノ） |
| 2004年6月23日  | グループ魂 『荒ぶる日本の魂たち』                                                                                   | MDCL-1461                   | 5. 愛人（鍵盤＆コーラス） |
| 2004年9月2日   | Nathalie Wise 『raise hands high』                                                                                  | GSCA-6005                   | 12. raise hands high（コーラス） |
| 2004年9月17日  | Tomzuin h 『bird people』                                                                                           | SNCR-0001                   | 2. BIRD SONG（ボーカル） 8. BYSEXUALITY（ボーカル） |
| 2004年10月25日 | 『ドレミでうたおう』                                                                                                | 333D-9                      | 2. DOREMI／moose hill ＆ 原田郁子 |
| 2005年1月26日  | ハナレグミ 『帰ってから歌いたくなってもいいようにと思ったのだ。』                                                   | TOCT-25579                  | 4. 僕は君じゃないから 6 ねむるまち～Tidur Tidur～ 9. ボク・モード キミ・モード 13. Happy Birthday To You （コーラスなど） |
| 2005年2月23日  | ASA-CHANG&巡礼 『みんなのジュンレイ』                                                                               | KSCL-8892                   | 3. つぎねぷと言ってみた（みんなのラッパ篇）（ボイス） |
| 2005年4月2日   | mice parade 『bem-vinda vontade』                                                                                   | pcd-23608                   | 8. Ground as Cold as Common（ボーカル） |
| 2005年5月11日  | Polaris 『月の恋人』                                                                                                | MTCA-5016                   | 1. 月の恋人（鍵盤＆コーラス） |
| 2005年5月25日  | 半野喜弘 『Angelus』                                                                                                | TOCT-25658                  | 4. 相対性ロケット（ボーカル） 8. 蒼い月（ボーカル） |
| 2005年5月25日  | セカイイチ 『淡い赤ときれいな青と』                                                                                 | TFCC-86179                  | 10. ミソラ（コーラス） |
| 2005年7月11日  | 『リズムであそぼう reaching series 第２弾』                                                                         | 333D-17                     | 5. Lydia / MOOSE HILL ＆ 原田郁子 |
| 2005年8月3日   | Polaris 『Union』                                                                                                   | MTCA-5018                   | 1. はじまるまえのしずかなとき（ピアノ） 2. It's all right!（ピアノ＆コーラス・作詞） 3. コスモス（ローズピアノ＆コーラス） 4. 月の恋人（コーラス） |
| 2005年8月31日  | toe 『the book』 | DDCT-3006                   | 10. メトロノーム （feat.原田郁子 From Clammbon）（ボーカル） |
| 2005年10月1日  | 谷川俊太郎＋谷川賢作 『谷川俊太郎 ソング・ブック』 谷川俊太郎:朗読／谷川賢作:音楽 によるコラボレーション第4弾       | PSCR-6170                   | 16. ぴあの（2005年1月29日に九段会館で行われたソロツアーのライブより） （詩：谷川俊太郎 曲：原田郁子） |
| 2005年11月2日  | オオヤユウスケ 『school daze オリジナルサウンドトラック』                                                           | MTCA-5021                   | 映画「スクールデイズ」サウンドトラック（コーラス） |
| 2005年11月2日  | 『Apple Of Her Eyes りんごの子守唄(赤盤)』                                                                          | VACM-1270                   | 5. I Will（カヴァー） |
| 2005年11月23日 | 堀込高樹 『Home Ground』                                                                                            | COCP-50876                  | 2. 冬来たりなば（コーラス） |
| 2005年11月23日 | 畠山美由紀 『愛にメロディ』                                                                                         | RZCS-20250                  | 愛にメロディ（作詞：原田郁子 作曲：永積タカシ） |
| 2005年11月23日 | グループ魂 『TMC』                                                                                                  | KSCL-929                    | 15. さくら（コーラス） ※テレクラのさくらをやっている人妻を演じる |
| 2006年6月2日   | Anniversary | 333D-28                     | 2. 女の子お誕生の記念に （音楽:Lydia / MOOSE HILL ＆ 原田郁子） |
| 2006年7月12日  | rei harakami feat.ikuko harada 『暗やみの色 - Colors of the Dark -』                                                | IDCS-1021                   | プラネタリウム・MEGASTAR-II cosmosのプログラム「暗やみの色」 ※ 3000枚限定品CD |
| 2006年11月22日 | 太田裕美 『始まりは"まごころ"だった。』                                                                             | MHCL-1000                   | 1. きみはぼくのともだち （作詞：原田郁子 作曲：永積タカシ） |
| 2007年3月21日  | 「神童」オリジナル・サウンドトラック                                                                                | ESCL-2939                   | 19. 主題歌「リプルソング」 （ボーカル：原田郁子 作詞・作曲・編曲：ミト） |
| 2007年3月21日  | スカンク兄弟 『あこがれ』                                                                                           | TR-01                       | 全曲（ピアノ＆コーラス） |
| 2007年4月25日  | 『細野晴臣トリビュートアルバム - Tribute to Haruomi Hosono-』                                                       | RZCM-45511～2               | 7. 終りの季節 / 高野寛 + 原田郁子（カヴァー） |
| 2007年5月30日  | 高田漣 『Evening on this island』                                                                                   | VACM-1308                   | 1. Blues dream（コーラス） |
| 2007年6月6日   | NUU 『縫う』 | DDCZ-1427                   | 6. スープ食べよう（コーラス） |
| 2007年6月6日   | レキシ 『レキシ』                                                                                                   | TOCT-26253                  | 6. 万葉集（コーラス） ※レキシネーム「つぼねぇ」 |
| 2007年9月12日  | オオヤユウスケ 『「M」オリジナル・サウンドトラック』                                                                | MTCA-5024                   | 映画「M」のサウンドトラック（ピアノ） |
| 2007年10月20日 | スカンク兄弟 『スカンクの夕べ』                                                                                     | TR-02                       | ライブアルバム（鍵盤＆コーラス） |
| 2007年11月21日 | 『Apple of our eye りんごの子守唄(白盤)』                                                                           | VACM-1330                   | 2. Oh My Love / ハナレグミ+原田郁子（John Lennon カヴァー） |
| 2007年12月12日 | 『reaching series no.3 おやすみなさい』                                                                             | RZCM-45755                  | 4. ねんねこ/ MOOSE HILL ＆ 原田郁子 |
| 2008年1月9日   | HIM 『1110』 | AH-084                      | 2. Allow Me A Minute（ボーカル） 3. Sikyi Rock（ボーカル） 8. Where Do The Masons Go?（ボーカル） |
| 2008年7月2日   | 『百万円と苦虫女-オリジナル・サウンドトラック-』                                                                    | COCP-35027                  | 22. やわらかくて きもちいい風（楽曲制作） 映画「百万円と苦虫女」主題歌 |
| 2008年7月7日   | 太陽バンド 『８』                                                                                                   | TR-03                       | 4. サマータイヨー（コーラス） |
| 2008年1月9日   | HIM 『1110』 | AH-084                      | 2. Allow Me A Minute（ボーカル） 3. Sikyi Rock（ボーカル） 8. Where Do The Masons Go?（ボーカル） |
| 2008年8月6日   | SOUNDS OF MARCH ～NISSAN MARCH HISTORICAL COMPILATION～ ※日産「マーチ」の歴代TVCM楽曲が収録されたコンピレーションCD | COCP-35114                  | 17. ハミング･スイッチ ＜シンプルなルール篇＞（原田郁子バージョン） |
| 2008年9月24日  | phonolite 『Still Crazy』                                                                                           | EWCD-0156                   | 3. 教会（ボーカル＆ピアノ） ※原田郁子の楽曲「教会」phonoliteバージョン |
| 2008年12月10日 | 『家族時間～NHKみんなのうたカバー集』                                                                               | BNCL-37                     | 15. 手のひらを太陽に ／ スカンク兄弟と原田郁子 |
| 2009年6月17日  | ASA-CHANG&巡礼 『影の無いヒト』                                                                                     | KSCL-1364                   | 12節 Talvin Singh Remix （ボイス） ※『つぎねぷ』収録曲 |
| 2009年6月24日  | ハナレグミ 『あいのわ』                                                                                             | VICL-63350                  | 2. 愛にメロディ（作詞） 8. あいまいにあまい愛のまにまに（作詞） 9. あいのこども（作詞）※ハナレグミバージョンで収録 |
| 2009年6月24日  | ともさかりえ 『トリドリ。』                                                                                         | ZEAR-2001                   | 6. GOOD DAY GOOD BYE（作詞） |
| 2009年8月12日  | 持田香織 『moka』                                                                                                   | AVCD-23900〜B AVCD-23901    | 3. タオ（ピアノ＆コーラス） ※持田香織＆おおはた雄一＆原田郁子 コラボ曲 映画『女の子ものがたり』主題歌 |
| 2009年10月7日  | 高野寛 『Rainbow Magic』                                                                                            | UMCC-1038                   | 7. CHANGE（ボーカル＆ピアノ） |
| 2009年10月21日 | HIM 『ん』 | AH-104                      | 1. Creode（ボーカル） 7. Clues To The Roots（ボーカル） |
| 2009年11月4日  | 大滝詠一トリビュートアルバム 『A LONG VACATION from Ladies』                                                        | UMCK-9304 UMCK-1333         | 7. スピーチ・バルーン（カヴァー） |
| 2009年12月9日  | toe 『For Long Tomorrow』                                                                                           | XQIF-1001                   | 3. After Image Feat.Harada Ikuko（ボーカル） |
| 2010年3月3日   | SWEET VOICES -FAIRY GIRLFRIENDS-                                                                                    | UVCA-3003                   | 1. たのしそう かなしそう |
| 2010年7月21日  | スカンク兄弟 『セコンド』                                                                                           | DQC-514                     | 2. お父さんはネイティヴアメリカン（鍵盤＆コーラス） 5. 約束のブルース（鍵盤＆コーラス） 11. 祝辞（鍵盤＆コーラス） 13. 旅の終わりに（鍵盤＆コーラス） |
| 2011年2月9日   | TOKYO No.1 SOUL SET 『全て光』                                                                                      | NFCD-27304～5               | 1. 全て光（コラボレーション） |
| 2010年11月10日 | 豊崎愛生 『Dill』                                                                                                   | SMCL-219/20 SMCL-221        | 1. Dill（作詞：原田郁子、作曲：ミト、編曲：クラムボン） |
| 2011年2月16日  | L.E.D. 『I'll』 | PEMY-014                    | 1. I'll(feat. 原田郁子)（ボーカル・作詞） |
| 2011年3月23日  | YAMP KOLT 『yes』                                                                                                   | DDCZ-1738                   | 3. 南国色男 feat.原田郁子（ボーカル） |
| 2011年4月6日   | L.E.D. 『elementum』                                                                                                | PEMY-015                    | 4. I'll (feat. 原田郁子)（ボーカル・作詞） |
| 2011年4月11日  | FISHMANS+ 『A Piece Of Future』                                                                                     | 配信                        | 「A Piece Of Future」（コーラス） |
| 2011年7月20日  | 竹中直人 『竹中直人のオレンジ気分』                                                                                 | VICL-63764                  | 2. いい事ばかりはありゃしない（鍵盤＆コーラス） 3. ハミングバード（鍵盤＆コーラス） 7. ティーンエイジャー（鍵盤＆コーラス） 8. サヨナラCOLOR（鍵盤＆コーラス） |
| 2011年9月7日   | ハナレグミ 『オアシス』                                                                                             | VICL-63782                  | 2. Crazy Love（鍵盤） 4. Spark（鍵盤＆コーラス） 5. きみはぼくのともだち（鍵盤） 8. か！た！！かたち！！！（鍵盤＆コーラス） |
| 2011年12月14日 | 『Happy Holidays! ～CITY POPS COVERS～』                                                                            | AQCD-50628                  | 8. 終りの季節 / 高野寛＋原田郁子 |
| 2012年4月25日  | 百々和宏 『窓』 | COCP-37360                  | 2. クラクラ（デュエット） |
| 2012年7月11日  | FISHMANS+ 『A Piece Of Future』                                                                                     | RZCM-59105                  | 「A Piece Of Future」（コーラス） ※2011年の配信曲を2012 ver.やRemix ver.を加えてCD化 |
| 2013年7月3日   | 沖祐市 『Gospel』                                                                                                   | CTCR-14790                  | 8. 光を灯そう～Let Our Candles Always Burn（ボーカル） |
| 2013年8月7日   | 太陽バンド 『穴』                                                                                                   | DQC-1124                    | 4. 埠頭（鍵盤＆コーラス） 5. ビビデ・バビデ・ブー（鍵盤＆コーラス） 6. 穴（鍵盤＆コーラス） 7. UZMAKI 13（鍵盤＆コーラス） |
| 2013年9月25日  | 豊崎愛生 『Love letters』                                                                                           | SMCL-312                    | 12. true blue（作詞） |
| 2013年11月21日 | 劇団マームとジプシー 舞台『cocoon』サウンドトラック                                                                 | 配信                        | ※舞台の音楽担当 「とぅ まぁ でぃ」（舞台のための書き下ろし） |
| 2013年12月4日  | 原田郁子＆ウィスット・ポンニミット 『Baan』                                                                         | COZP-810〜811               | ※原田郁子とタムくんのアルバム |
| 2014年9月10日  | livetune 『と』 | TFCC-86485 TFCC-86486       | 1. ファンタジア（ゲストボーカル） |
| 2015年2月18日  | Polaris 『Music』                                                                                                   | UVCA-6003                   | 7. 20:26 p.m.（ピアノ＆コーラス） |
| 2015年8月19日  | ハナレグミ 『What are you looking for』                                                                             | VIZL-862 VICL-64398         | 5. 無印良人（鍵盤＆パーカッション＆コーラス） 7. ぼくはぼくでいるのが（コーラス） 8. おあいこ（鍵盤＆グロッケン＆コーラス） 10. 金平糖（鍵盤＆コーラス） 12. 360°（鍵盤＆コーラス） |
| 2016年7月～    | Fishmans 『I DUB FISH』                                                                                             | カセットテープのみ          | （ボーカル＆コーラス） ※"LONG SEASON2016"TOUR会場限定販売 |
| 2016年10月12日 | illion 『P.Y.L』 | WPZL-31220/1 WPCL-12431     | 5. Water lily（コーラス） ※RADWIMPS 野田洋次郎ソロプロジェクト |
| 2017年11月8日  | さくらももこ＆来生たかおコラボアルバム 『One Week』                                                                 | TEND-1120                   | 7. 日曜日の昼下がり（歌唱） ※作曲・サウンドプロデューサー:来生たかお/作詞・アニメーション＆ブックレットイラスト:さくらももこ |
| 2017年10月25日 | NONA REEVES 『MISSION』                                                                                             | WPCL-12781                  | 9. 記憶の破片 feat. 原田郁子（デュエット・共作） |
| 2018年3月21日  | Cornelius 『デザインあ 2』                                                                                          | WPCL-12842                  | 8. せん（うた） ※コーネリアスが音楽を担当するNHK Eテレ番組『デザインあ』サウンドトラック |
| 2018年6月20日  | Polaris 『天体』 | DDCB-12357                  | 9. オハナレゲエ（作詞） |
| 2019年4月19日  | ichika vocal collaboration EP『I』                                                                                  | TWR-0001                    | 3. never get back（ボーカル） |
| 2021年5月12日  | TELE-PLAY 『prism』                                                                                                 |                             | prism feat.原田郁子,ROTH BART BARON,Seiho&Ryo Konishi |
| 2020年5月13日  | 田中知之 『Change the World Again』                                                                                 | 配信                        | Change the World Again（高野寛と歌唱） |
| 2020年11月11日 | TADAYUKI ITO WORKS 『"REAL ESCAPE SOUNDS"2』                                                                        | SCRAP-00005                 | 2.カケラ feat. 原田郁子（大迷宮バハムートからの脱出 テーマソング） ※リアル脱出ゲームサウンドトラック |
| 2021年3月31日  | ハナレグミ 『発光帯』                                                                                               | VIZL-1888 VICL-65468        | 2.発行帯（作詞） 3.独自のLIFE（作詞） 6.僕のBUDDY!!（鍵盤） 7.棚から落ちたホリデイ（鍵盤） |
|                | 高野寛 ✕ 原田郁子 『新生音楽（シンライブ）2020.3.24.』                                                              | 配信                        | 高野寛：Vo, G , Prog ／ 原田郁子：Vo, Pf, Key ※2020年3月に生配信した「新生音楽（シンライブ）2020.3.24.」の音源配信リリース ※購入特典：高野寛、原田郁子、「新生音楽」プロデューサー・石原淳平によるテキスト＋原田郁子による全曲解説＋ライブ当日のドキュメンタリー写真集を含む全30ページのデジタルブックレットのダウンロード |
| 2021年7月17日  | TOKYO No.1 SOUL SET 『止んだ雨のあとEP』7inch                                                                       | EDEE-2001                   | AA.止んだ雨のあと（原田郁子（clammbon) on vocal）（ボーカル） |
| 2021年7月28日  | TOKYO No.1 SOUL SET 『SOUND aLIVE LP』12inch VINYL(２枚組)                                                          | EDDU1                       | D5. 止んだ雨のあと (原田郁子 (clammbon) on vocal)（ボーカル） ※LP限定ボーナストラック |
| 2021年9月15日  | Kaede 『サイクルズ』                                                                                                | TPRC-0281                   | 2. ((( escape ))) （作詞） |
| 2023年5月31日  | the chef cooks me「愛がそれだけ feat. 原田郁子」                                                                    | 配信                        | 愛がそれだけ feat. 原田郁子 |
| 2024年12月18日 | Salyuトリビュート・アルバム『Salyu 20th Anniversary Tribute Album "grafting"』                                      | TFCC-81112〜4 TFCC-81115〜6 | 体温 |

### CM
- JOMO　（2006年3月～）：CMソング　歌唱
- 資生堂　BENEFIQUE（2009年6月～）：CMソング　歌唱
- クウネル　（2009年8月～）：　ラジオCMソング『クウネルのうた』(詩・曲／原田郁子)　歌唱
- リクルート『ゼクシィ』（2010年4月～）：『ふうふ誕生のうた』　歌唱
- 江崎グリコ　（2012年4月～）：「みんなに笑顔を届けたい。冬」編　出演
- サントリー「オランジーナ」（2012年3月～）：ナレーション担当
- サントリー　天然水サーバー（2013年10月～）：CMソング　歌唱
- 朝日新聞　（2014年3月～）：CMソング　ピアノ演奏
- LENOR HAPINESS　（2015年10月～）：WEB CM　出演（"Perfumery Organ"映像企画　作曲・演奏）
- サントリー「ブラッドオランジーナ」（2016年3月～）：ナレーション担当
- 『ポケットモンスター サン・ムーン』（2016年5月～）："『ポケットモンスター サン・ムーン』ジブンを超えよう。#01"　歌唱
- MILK JAPAN　（2016年6月～）：牛乳強化月間(2016年6月)の牛乳3DCGミュージックビデオ「ぼくは牛乳」　歌唱
- 不動産・住宅情報サイト『HOME'S』（2016年10月～）：TVCM 「おウチ見つかる、ホームズくん。」キックボード篇　歌唱
- 福岡空港　"greenblue FUKUOKA AIRPORT"（2017年10月～）：ナレーション担当（福岡県内でOA）
- 不動産・住宅情報サイト『HOME'S』（2018年1月～）：TVCM一歩先行く、ホームズくん。「はなれていてもおウチ探し」篇　歌唱
- NEXCO西日本　（2018年9月～）：CMソング　歌唱
- カジュアルウェアブランド『coen』（2018年11月）：クリスマススペシャル映像　『We Wish You a Merry Christmas』日本語詞書き下し・編曲・演奏
- シャンプー 『haru』（2019年8月～）："kurokamiスカルプ"WEB CM　楽曲制作
- リクルート スタッフィング　（2019年8月～）：「#私には夢がある」 キャンペーンのPRムービー　THE BLUE HEARTS『夢』カバー　アレンジ・歌唱
- 三井ショッピングパーク LaLaport（2019年10月～）：TV-CM 「ハイブリッドファッションフェス篇」　歌唱
- 大阪『海遊館』（2020年3月～）：30周年CM　歌唱
- クラウドセキュリティサービス「HENNGE One」（2021年1月～）：TV-CM「こまっちゃうナ」編　歌唱（山本リンダ「こまっちゃうナ」替え歌）

### 舞台音楽
- 音楽劇『トリツカレ男』（2009年9月～）：ヒロイン・ペチカ役で出演、劇中音楽をLittle Creatures 青柳拓次と共作で担当
- 劇団マームとジプシー『cocoon』（初演 2013年8月～/再演 2015年6月～）：音楽担当
- 原田郁子×マームとジプシー　リーディングライブ
『あらためまして、はじめまして、ツアー　cocoon no koe　cocoon no oto』（2015年4月～）：出演、音楽担当
- 劇団マームとジプシー『めにみえない みみにしたい』（初演 2018年4月～/再演 2019年7月～）：音楽担当
- 劇団マームとジプシー『かがみ まど とびら』（初演 2020年11月～/再演 2021年7月～）：音楽担当

### その他
- プラネタリウム作品『暗やみの色』：谷川俊太郎の詩を朗読（音楽/レイ・ハラカミ）
- デジタル絵本『まり』(iPhone、iPadアプリ/現在は販売終了)：声、音楽担当
- minä perhonen 2014SSコレクション：モデル、映像の音楽担当
- 急な坂スタジオ×マームとジプシー『歩行と移動』：短編映像作品の音楽担当
- NHKの学校向けウェブサイト「NHK for school」内『Music for アオムシ』：音楽担当
- 博多マルイ：時報のピアノ演奏
- リアル脱出ゲーム×FINAL FANTASY XIV『大迷宮バハムートからの脱出』：イベント主題歌『カケラ』歌唱
- NHK『100分 de 名著』(2017年3月) "宮沢賢治スペシャル"：童話の朗読
- オルビス30周年記念「ケの美」展：ケの美を考える14人のクリエイターとして参加
- HUSKING BEE 25th Anniversary Tour『The Show Must Go On』のツアーTシャツ：デザイン担当
- 映画『青い、森』：主題歌を書き下ろし
- FISHMANSのドキュメンタリー映画『映画:フィッシュマンズ』：出演

## 書籍
- 小冊子『ピアニスト』（原田奈々=撮影　原田郁子=文）
- フォトエッセイ『ツーリズモ』　バルセロナ、リスボン、パリ　ひとり旅のようなふたり旅（原田奈々=撮影　原田郁子=文）
- 小冊子『てぃーだ　ぬーふぁ』（原田奈々=撮影　原田郁子=文）
- HiM＆原田郁子ヨーロッパツアー2010 写真集『souvenir』
- ohana『オハナ白書』（執筆など）※ツアー会場販売

### 執筆・寄稿・コメントなど
- 高山なおみ『帰ってから、おなかがすいてもいいようにと思ったのだ』（文庫版/解説文）
- ユリイカ／2011年11月号『やくしまるえつこ』特集（エッセイ：【Tributes】やくしまるさんの世界）
- ユリイカ／2015年7月号『七尾旅人』特集（寄稿：【息をのんで、あるいは......】）
- 高山なおみ『たべたあい』（帯文）
- ユリイカ／2017年2月臨時増刊号『総特集＝矢野顕子 ーピアノが愛した女。...矢野顕子の40年―』（ドローイングコメント）
- Alternative Free Fanzine『THE BONOBOS 』12号（寄稿）
- 矢野顕子ソロデビュー40周年記念ブック『やのぴあ』（コメント：【わたしの中の矢野顕子】）
- 文藝別冊ムック『竹中直人 ―”無能”でありつづけること―』（寄稿）
- 佐藤卓『ケの美 ―あたりまえの日常に、宿るもの―』（執筆：【ケの美を考える14人】）
- 大久保徹『人生が「楽」になる達人サウナ術』（サウナ―として登場）
- コラボ作品『いま』（川内倫子＝写真　原田郁子＝ことば）※フリーペーパー『mammoth』39号に掲載
- ユリイカ／2020年3月号『青葉市子』特集（寄稿：【うたのけはいをたよりに】）
- 文藝春秋／2020年4月号（詩）
- 文學界／ 2020年8月号　特集 "危機"下の対話　(鼎談："藤田貴大×原田郁子×今日マチ子  戦争を描く、今を描く"）
- 東京人／ 2020年10月号 no.430　特集「東京暗渠散歩」まちの記憶を旅する（座談会：原田郁子×青葉市子　高山英男×吉村生）
- 曽我大穂 監修『したてやのサーカス』（対談：曽我大穂、原田郁子）
- 東京人／ 2021年3月号 no.437　特集「階段で歩く 東京の凸凹」（寄稿：【私の好きな階段】）
- 西日本新聞／ 2021年8月22日発行　新聞内コーナー「随筆喫茶」（寄稿）

## ミュージックビデオ
| 監督         | 曲名                                                   |
| 有山達也     | 「たのしそう かなしそう」「やわらかくて きもちいい風」 |
| 川村ケンスケ | 「銀河」                                               |

## 主なライブ
- 2004年07月31日 - FUJI ROCK FESTIVAL '04
- 2004年10月24日 - 1st 195solo tour
- 2005年04月30日 - ARABAKI ROCK FEST.04292005 荒吐宵祭/後夜(「高野寛 + 原田郁子」名義)
- 2007年07月29日 - FUJI ROCK FESTIVAL '07(「スカンク兄弟と原田郁子」名義)
- 2008年06月 - 気配と余韻をたのしむツアー弾き語り!
- 2008年06月 - ケモノと魔法がとびかうツアー管と弦とバンド!
- 2008年07月25日 - FUJI ROCK FESTIVAL '08
- 2009年01月15日 - J-WAVE Grow Green Live ～LOVE GUITAR～
- 2009年11月01日 - De La FANTASIA -vol ZERO-
- 2011年02月09日 - TOKYO No.1 SOUL SET + Ladies『全て光』ALBUM RELEASE PARTY
- 2011年05月02日 - 忌野清志郎 ロックン・ロール・ショー 日本武道館 Love&Peace
- 2012年05月03日 - TOKYO M.A.P.S
- 2012年05月19日 - CIRCLE '12
- 2012年06月29日 - 高田漣 10th ANNIVERSARY LIVE
- 2012年12月11日 - 大宮エリーの挑戦 vol.3
- 2013年03月14日 - みんなに笑顔を届けたいLIVE!2013 supported by Glico
- 2014年05月17日 - CIRCLE '14
- 2014年10月12日 - ザンジバルナイト 2014
- 2015年04月26日 - ARABAKI ROCK FEST.15
- 2015年05月23日 - GREENROOM FESTIVAL '15
- 2015年08月05日 - サマーオブどんと2015
- 2015年11月21日 - でゑれ～祭
- 2016年06月05日 - 頂 -ITADAKI- 2016
- 2016年07月22日・24日 - FUJI ROCK FESTIVAL '16
- 2016年09月17日 - New Acoustic Camp 2016
- 2016年09月24日 - ONE KYUSHU ～ 九州はひとつ
- 2016年12月22日 - L'ULTIMO BACIO Anno 16 December's Calling
- 2017年05月09日 - サニーデイ・サービス presents 忌野清志郎 ロックン・ロール・ショー 中野サンプラザホール Love&Peace
- 2017年05月20日 - CIRCLE '17
- 2017年07月30日 - FUJI ROCK FESTIVAL '17
- 2017年10月30日・31日 - すっぴんぴんく物語
- 2018年10月21日 - 十三月 presents 全感覚祭18
- 2019年01月14日 - 高野寛アニバーサリー記念ライブ「Spectra Special」
- 2019年08月25日 - 蓮沼執太フィル「日比谷、時が奏でる」
- 2019年10月11日 - <恵比寿ガーデンプレイス 25周年記念スペシャル・ウィークエンド>祝!細野晴臣 音楽活動50周年 × 恵比寿ガーデンプレイス25周年 『細野さん みんな集まりました!』
- 2019年10月13日 - SHIBUYA全感覚祭 - Human Rebellion -
- 2019年11月01日 - グッドラックヘイワ presents "encount lucks"
- 2020年09月26日 - MUSIC CITY TENJIN 2020 ONLINE
- 2021年02月13日 - 歌は歌えば詩になっていく
- 2021年06月16日 - LIQUIDROOM presents 原田郁子 × マヒトゥ・ザ・ピーポー × 向井秀徳アコースティック&エレクトリック
- 2021年07月23日 - ROTH BART BARON「BEAR NIGHT 2」
- 2021年08月13日 - BABY Q 納涼祭
- 2021年08月20日 - FUJI ROCK FESTIVAL'21
- 2021年10月02日 - LITTLE CREATURES "30"
- 2021年10月31日 - 象眠舎 Live at COTTON CLUB with Special Guest Vocalists